# کارل-گوستاف وینگکویست
کارل-گوستاف وینگکویست (انگلیسی: Karl-Gustaf Vingqvist; ۱۵ اکتبر ۱۸۸۳ – ۱۹ نوامبر ۱۹۶۷) ژیمناست هنری اهل سوئد بود.